# Megaselia holosericei
Megaselia holosericei är en tvåvingeart som beskrevs av Ronald Henry Lambert Disney och Brown 2003. Megaselia holosericei ingår i släktet Megaselia och familjen puckelflugor.
Artens utbredningsområde är Thailand. Inga underarter finns listade i Catalogue of Life.